# Zela (bướm nâu)
Zela là một chi bướm ngày thuộc họ Bướm nâu.

## Các loài
- Zela cowani Evans, [1939]
- Zela elioti Evans, [1939]
- Zela excellens (Staudinger, 1889)
- Zela onara (Butler, 1870)
- Zela smaragdinus (H. H. Druce, 1912)
- Zela zenon (de Nicéville, 1895)
- Zela zero Evans, 1932
- Zela zeta Devyatkin, 2007
- Zela zeus de Nicéville, 1895